# Regno del Kurdistan
Il Regno del Kurdistan (in curdo: Keyaniya Kurdistanê) fu un regno, parzialmente riconosciuto, proclamato nella città di Sulaymaniyya dopo la caduta dell'Impero ottomano. Questo territorio fu de iure sotto giurisdizione del Mandato britannico della Mesopotamia per tutta la sua esistenza.

## Storia

### Rivolta di Mahmud Barzani
Durante la Guerra d'indipendenza turca a cui segui l'abolizione dell'Impero ottomano nel 1922, i curdi tentarono di costituire un proprio Stato. Una delle tante occasioni da loro sfruttate fu quella da settembre dello stesso anno a luglio 1924, che portò alla creazione di un reame indipendente con a capo lo sceicco Mahmud Barzanji e suo fratello che divenne Primo Ministro.
Il 10 ottobre 1921 a Slemani fu emessa una dichiarazione per stabilire un governo curdo. Mahmud si auto-proclamò re del Kurdistan. Quando un distaccamento turco conquistò Sulaymaniyya, gli inglesi tentarono di risolvere questa situazione rinominando di nuovo Barzanji come governatore della zona, dopo un tentativo non andato a buon fine nel maggio 1919 di rendersi autonomo.
Dopo due anni di guerra Barzanji venne sconfitto per la seconda volta dagli inglesi e nel 1926 la Società delle Nazioni ridiede il territorio all'Iraq britannico.
Negli anni 1930-1931 Mahmud fu battuto di nuovo, questa volta in modo definitivo, sempre dagli inglesi.
Con la sua sconfitta, si concluse il primo tentativo da parte dei curdi di diventare indipendenti; a questo seguiranno gli esperimenti, rispettivamente della Repubblica di Ararat tra il 1927 e il 1930 e della Repubblica di Mahabad in Iran del 1946, che durò solamente un anno.
La RAF, stanziata sul territorio del Mandato britannico della Mesopotamia prima e sul territorio del Regno dell'Iraq poi, ebbe un ruolo importante nel declino del regno.